# Erné De Blaere
Erné De Blaere (Beernem, 15 december 1948) is een Belgisch voormalig wielrenner en politicus voor de GVP en vervolgens Groep9910. 

## Levensloop
Hij was ook van 1969 tot 1971 beroepswielrenner bij de ploeg Hertekamp van Florent Vanvaerenbergh. In 1970 werd hij tweede in het Criterium van Grenchen. De Blaere is een gepensioneerd KBC-bediende.
Hij behoorde aanvankelijk tot de toenmalige 'Gemeentelijke Volkspartij' (GVP), maar trad bij de gemeenteraadsverkiezingen van 2006 toe tot de nieuw gevormde partij Groep9910. Na winst bij deze verkiezingen werd hij schepen van de gemeente. Ook in 2012 behaalde Groep9910 de meerderheid en De Blaere werd eerste schepen. In 2014, tijdens de gerechtelijke procedure die liep tegen de toenmalige burgemeester Fredy Tanghe, werd Erné De Blaere waarnemend burgemeester.
Tanghe werd ook in beroep veroordeeld, ging niet in cassatie en besliste zelf om af te treden. Daarop besliste de Knesselaarse meerheidspartij Groep9910 - midden november 2014 - om Erné De Blaere voor te dragen als de nieuwe burgemeester. Op 12 december 2014 werd hij beëdigd door gouverneur Jan Briers te Knesselare zelf, tijdens het werkbezoek van de gouverneur en de deputatie aan de gemeente.